# Músculo psoas menor
O músculo psoas menor é um músculo do quadril, longo e delgado que, quando presente, localiza-se anterior ao músculo psoas maior.
É um músculo longo e delgado, localizado ventralmente (anteriormente) ao psoas maior e que é, frequentemente, ausente.